# Southern Christian Leadership Conference
Southern Christian Leadership Conference (SCLC) er en afro-amerikansk borgerrettighedsorganisation, som i sine første år i midten af 1900-tallet spillede en vigtig rolle i borgerrettighedsbevægelsen i USA, dengang med Martin Luther King, Jr. som leder.
I dag er SCLC en almennyttig organisation, som på ikke-sekterisk, tværreligiøs baggrund og med ikke-voldelige metoder arbejder for øget social, økonomisk og politisk retfærdighed.

## Grundlæggelse
SCLC blev dannet i 1957 efter den amerikanske borgerrettighedsbevægelses succes med busboykotten i Montgomery. Den 10. januar 1957 indbød Martin Luther King, som sammen med Rosa Parks havde stået i spidsen for boykotten, omkring 60 sorte præster og aktivister til møde i Atlanta i staten Georgia. Formålet var dengang at afskaffe raceadskillelsen i busserne i sydstaterne, idet man enedes om kun at protestere og arbejde for forandringer med ikke-voldelige metoder. Deres motto var: "Not one hair on one head of one white person shall be harmed" (Ikke et eneste hår på en eneste hvid persons hoved skal krummes).
Omtrent en måned senere mødtes gruppen igen i New Orleans i staten Louisiana. Her besluttede man at arbejde for ophævelse af raceadskillelsen overalt, ikke kun i busserne. Martin Luther King blev valgt som organisationens leder, med titlen president, og man gav organisationen navnet "Southern Christian Leadership Conference."
SCLC udpegede et antal aktivister til en bestyrelse, som fik beslutningsansvar og som skulle fastlægge strategi og fremgangsmåde for organisationens aktiviteter. Kirker og borgerrettighedsgrupper begyndte at tilslutte sig SCLC, men specielt kirkerne fik her problemer, fordi modstandergrupper som Ku Klux Klan og White Citizens' Council brugte vold og terror mod borgerrettighedsaktivisterne (hvad for øvrigt også politiet i mange stater gjorde) og bombede og nedbrændte kirker.

## Tiltag

### Citizenship Schools
I 1954 begyndte borgerretsaktivister at oprette borgerskoler (citizenship schools), hvor voksne sorte amerikanere kunne lære at læse, så de kunne tage kørekort, udfylde formularer, åbne bankkontoer, samt ikke mindst bestå de sprogprøver som var nødvendige for at sorte kunne stemme til valg.
Initiativet, som gik under navnet "Highlander Folk School", spredte sig til flere sydstater, men i 1961 lukkede staten Tennessee skolen i Memphis. Samme år gik SCLC ind for at redde borgerskolerne. Skolernes lærere lod som om de kun lærte eleverne at læse, men hemmeligt underviste man også i demokrati, borgerrettigheder og ledelse, foruden planlægning af politiske protester, en undervisning som fik afgørende betydning for borgerrettighedsbevægelsen. Da borgerskolerne var på deres største, underviste næsten 69.000 lærere, de fleste ulønnede frivillige, rundt om i sydstaterne, og mange af borgerrettighedskampens ledere var elever eller lærere på skolerne.

### Borgerrettighedsbevægelsen
De første år med Med Martin Luther King i spidsen gennemførte SCLC sammen med borgerrettighedsbevægelsen en række spektakulære tiltag:
- Kampagne mod raceadskillelse i Albany i staten Georgia (1961-1962)
- Kampagne i Birmingham, Alabama, som førte til ophævelse af raceadskillelse i byens butikker (1963)
- Planlægning af marchen mod Washington (1963)
- Planlægning af protestdemonstration, hvor omkring 25.000 mennesker gik fra Selma til Montgomery i Alabama, til støtte for sortes ret til at stemme (1965)
- Gennemførelse af Poor People's Campaign, hvis mål var at mindske fattigdom blandt udsatte af alle racer. Omkring 3.000 mennesker flyttede ind i en teltby i Washington og blev der i seks uger (1968)[3]

## 1968-1997
Efter Kings død i 1968 blev Ralph Abernathy præsident for SCLC, og under hans ledelse:
- fortsattes Poor People's Campaign, som forenede fattige af alle racer på tværs af USA. Den amerikanske regering oprettede hjælpeprogrammer for fattige, bl.a. Food Stamp Program, samt gratis mad til fattige børn, foruden programmer om arbejde, børnepasning og sygesikring for fattige (1968)[4]
- protesterede man mod Apollo 11 månelandingen ved at fremføre, at de mange penge brugt på rumkapløbet ville være bedre brugt på USAs fattige (1969)
- hjalp man hospitalspersonale i Charleston i South Carolina til bedre løn- og arbejdsforhold.

Abernathy var præsident for SCLC til 1977, hvorefter Joseph Lowery var præsident til 1997.

## 1997–nu
Efter 1997 har SCLC bl.a. arbejdet med:
- at afskaffe politibrutalitet
- at ændre staten Georgias flag; flaget indeholdt fra 1956 det konføderale kors, for sorte amerikanere et symbol på slaveriet; som resultat blev korset i 2001 fjernet fra flaget
- at bekæmpe racefordomme
- at styrke fængselsindsattes rettigheder
- uddanne og træne unge og voksne i personlig ansvarlighed, ledelse og samfundsnyttige tiltag
- fortsat at bekæmpe forskelsbehandling
- støtte til positiv særbehandling
- videreførelse af Kings Poor People's Campaign.